# Konstrukcje wsporcze

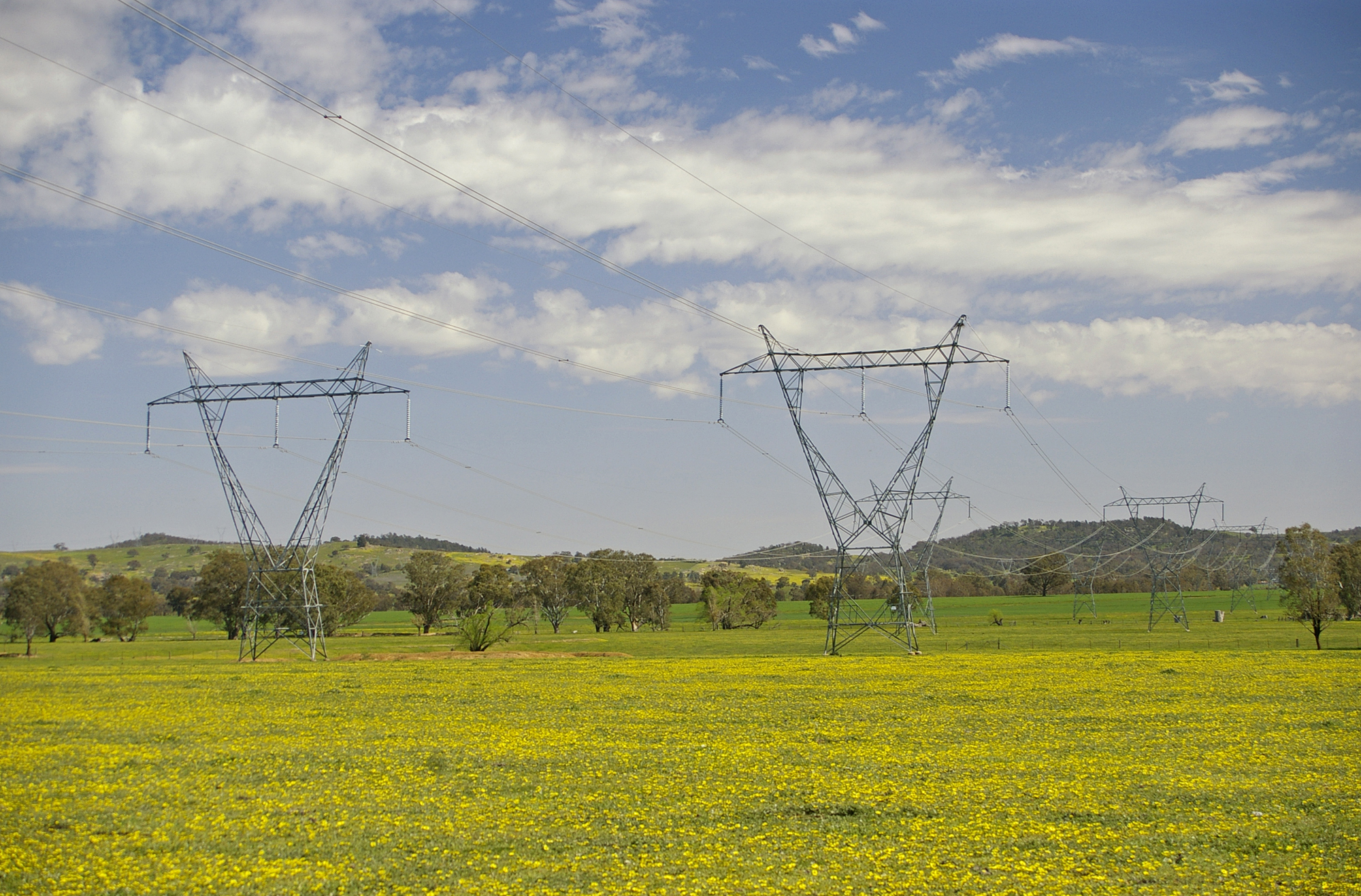
Napowietrzna linia elektroenergetyczna poprowadzona na konstrukcjach wsporczych

Konstrukcje wsporcze – konstrukcje zaprojektowane i przystosowane pod względem wytrzymałości mechanicznej i elektrycznej do prowadzenia przewodów linii napowietrznych.
Wymiary konstrukcji wsporczych są zależne od napięcia znamionowego projektowanej linii. Projektant konstrukcji wsporczych musi brać pod uwagę naprężenia od przewodów fazowych i odgromowych, parcie wiatru, zmianę naprężeń przy zmianach temperatury, zmianę ciężaru przewodów (osadzanie się szadzi oraz siadanie ptaków – w czasie jesiennych odlotów może na jednym drucie siedzieć nawet kilkadziesiąt ptaków) i zmianę sił działających na przewody w stanie szadzi. Projektant musi również brać pod uwagę wytrzymałość elektryczną powietrza, zapewniając bezpieczną odległość przewodów od siebie oraz od konstrukcji wsporczych w każdej chwili.

## Rodzaje

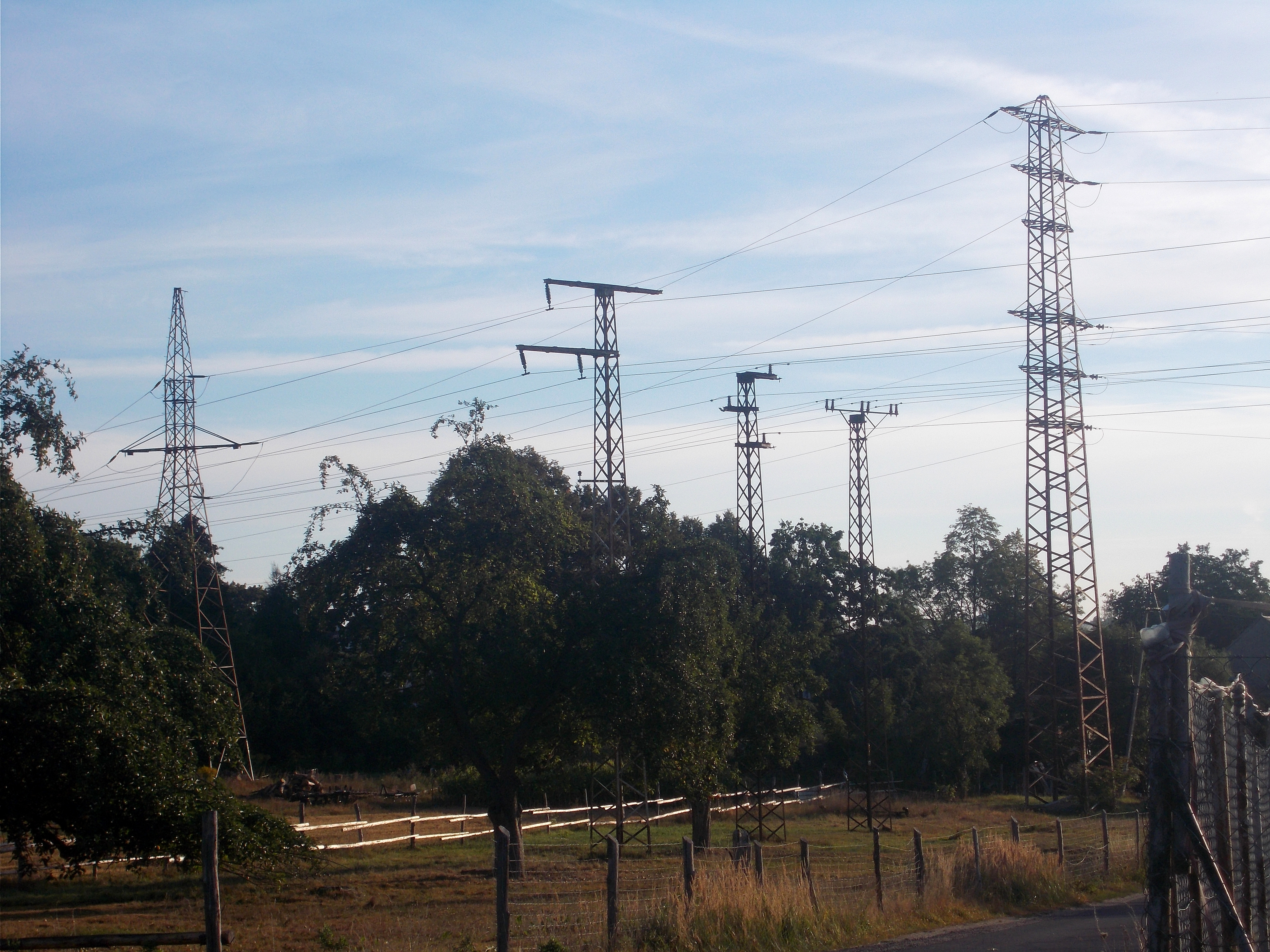
Stare niemieckie słupy z roku 1920 w Lubaniu

Konstrukcjami wsporczymi linii elektroenergetycznych nazywamy budowlane obiekty konstrukcyjne do podtrzymywania lub do umocowania napowietrznych przewodów elektrycznych. Mogą to być elementy przytwierdzone do większych budowli, zwane wspornikami, jak np. wsporniki osadzone na ścianach budynków lub elementy ustawione na konstrukcji nośnej mostów, czy innych budowli inżynierskich, ale najczęściej są to samoistne konstrukcje osadzone – bezpośrednio lub za pomocą fundamentów – w gruncie. W tych przypadkach nazywa się je słupami elektroenergetycznymi bez względu na to czy są to pojedyncze elementy pionowe, czy konstrukcje złożone z jednego lub więcej elementów pionowych i połączonych z nimi elementów poziomych.

### Podział funkcjonalny
Pod względem przeznaczenia i rodzaju pracy w linii słupy dzielą się na:
- przelotowe (P) – Służą wyłącznie do podtrzymania przewodów, czyli do przejęcia oddziaływań zewnętrznych obciążeń pionowych oraz poziomych poprzecznych, tj. prostopadłych do kierunku linii, Nie jest natomiast ich zadaniem przejmowanie naciągu przewodów i w ogóle znaczniejszych sił podłużnych. Dlatego słupy przelotowe ustawia się zasadniczo w linii prostej, na pograniczu przęseł o zbliżonej rozpiętości. Jednak dzięki swojej konstrukcji, sztywnej w kierunku poprzecznym, słup przelotowy ma zwykle pewną sztywność podłużną.
- odciągowe – konstrukcje wytrzymujące naprężenia wzdłuż przewodów fazowych i odgromowych, stosowane gdy trasa linii skręca o kąt większy niż 2 stopnie, lub stanowią początek lub koniec sekcji. Ich konstrukcja zależy od kąta o jaki skręca trasa linii.
  - narożne (N) – stosowane przy załomach linii przekraczających 2°,
  - odporowe (O) – rozstawiane co kilka do kilkunastu przęseł, mają za zadanie lokalizować zakłócenia mechaniczne – w razie zerwania przewodu wyślizguje się on albo zrywa umocowanie na pobliskich słupach przelotowych,
  - skrzyżowaniowe (S) – konstrukcja przelotowa mocna dająca możliwość krzyżowania się linii, w Polsce najczęściej zaliczana do słupów odporowych,
  - krańcowe (K) – ustawiane są na obu końcach linii.
  - rozgałęźne (R) – konstrukcje służące do rozgałęzienia linii napowietrznych, lecz mogące służyć jako przelotowe lub krańcowe.
  - wielofunkcyjne – łączące kilka funkcji jak np. odporowo-narożne (ON), rozgałęźno-odporowo-krańcowe (ROK) itp.;

W obecnie stosowanej praktyce dla oznaczeń słupów wprowadzono oznaczenia literowe, przy czym obowiązuje zasada, ze pierwsza litera odnosi się do nazwy słupa w linii. np. „P” – przelotowy bądź „R” – rozgałęźny. Druga litera odnosi się do funkcji słupa w linii głównej, zaś trzecia do funkcji słupa w linii odgałęźnej. np. słup rozgałęźny odporowo-przelotowy ROP jest słupem odporowym dla linii głównej i przelotowym dla linii odgałęźnej.
Typy słupów dla linii średniego napięcia:

- słup przelotowy P,
- słup skrzyżowaniowy PS,
- słup narożny NP z podporą.
- słup narożny N.
- słup odporowy O.
- słup krańcowy K.
- słup odporowo-narożny ON,
- słup rozgałęźny odporowo-krańcowy ROK.
- słup rozgałęźny krańcowo-krańcowy RKK.
- słup rozgałęźny narożno-krańcowy RNK.
- słup rozgałęźny odporowo-przelotowy ROP.
- słup rozgałęźny krańcowo-przelotowy RKP.
- słup rozgałęźny przelotowo-krańcowy RPK.

Podobne oznaczenia stosuje się do linii 0,4 kV. np.:

- słup przelotowy pojedynczy PP.
- słup bliźniaczy przelotowy BP.
- słup z podporą narożny ZN.
- słup z podporą krańcowy ZK.
- słup z podpora rozgałęźny ZR.
- słup rozkraczny narożny RN.
- słup rozkraczny krańcowy RK,
- słup rozkraczny rozgałęźny RR.
- słup rozkraczny narożno-rozgałęźny RNK.
- słup rozkraczny z podporą krańcową rozgałęźny RKR.

Słupy mocne stosuje się w miejscach uznanych przez normy za wymagające obostrzenia np.: skrzyżowanie trasy linii z ulicą, drogą ekspresową, autostradą, z linią kolejową, z kanałem wodnym itp. Słupy po obu stronach miejsca wymagającego obostrzeń są słupami mocnymi, z wykonaną często sekcją odporową o zmniejszonym naprężeniu, a izolatory w zależności od stopnia obostrzenia są podwójne lub potrójne.

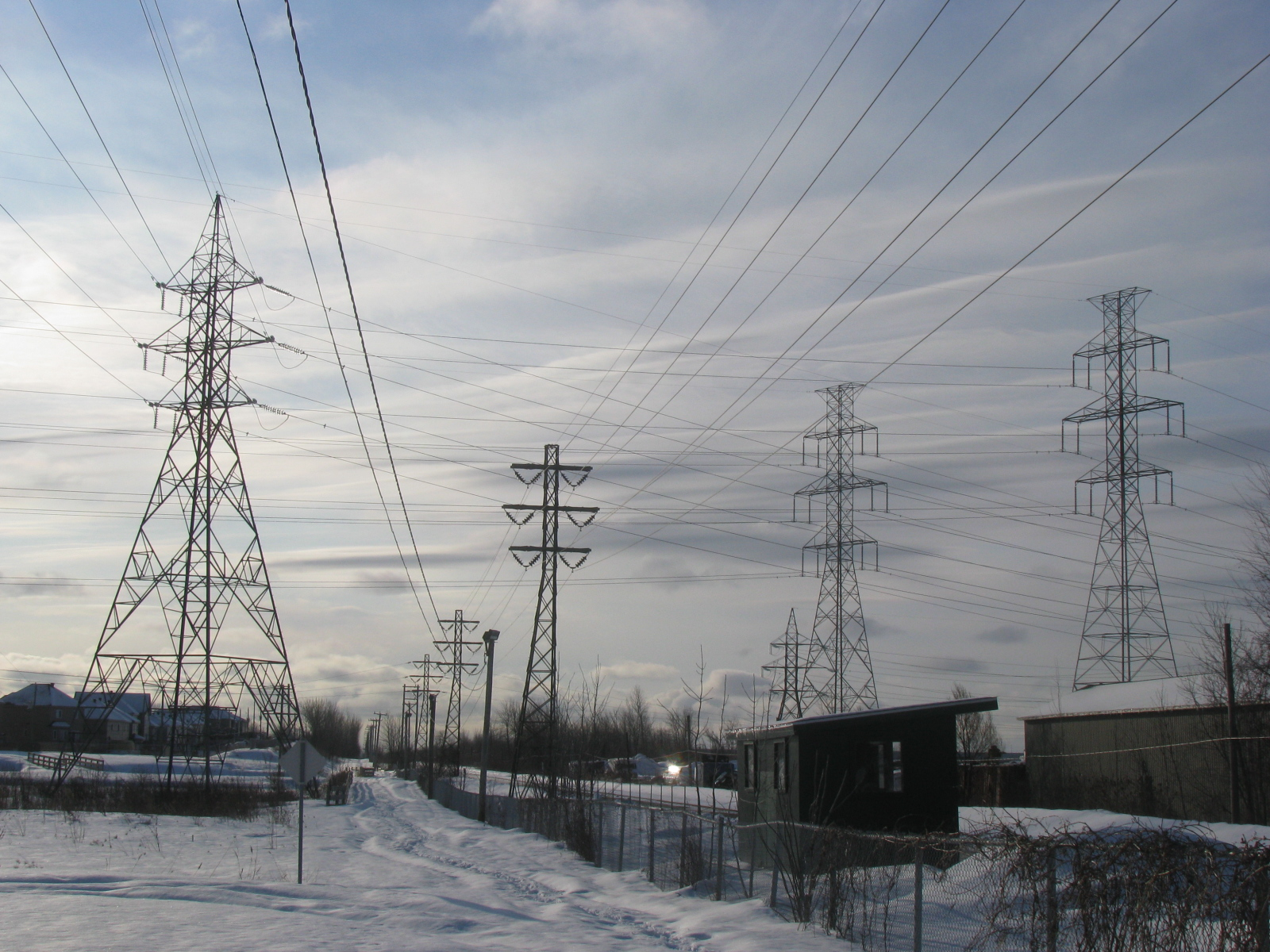
Różne rodzaje słupów
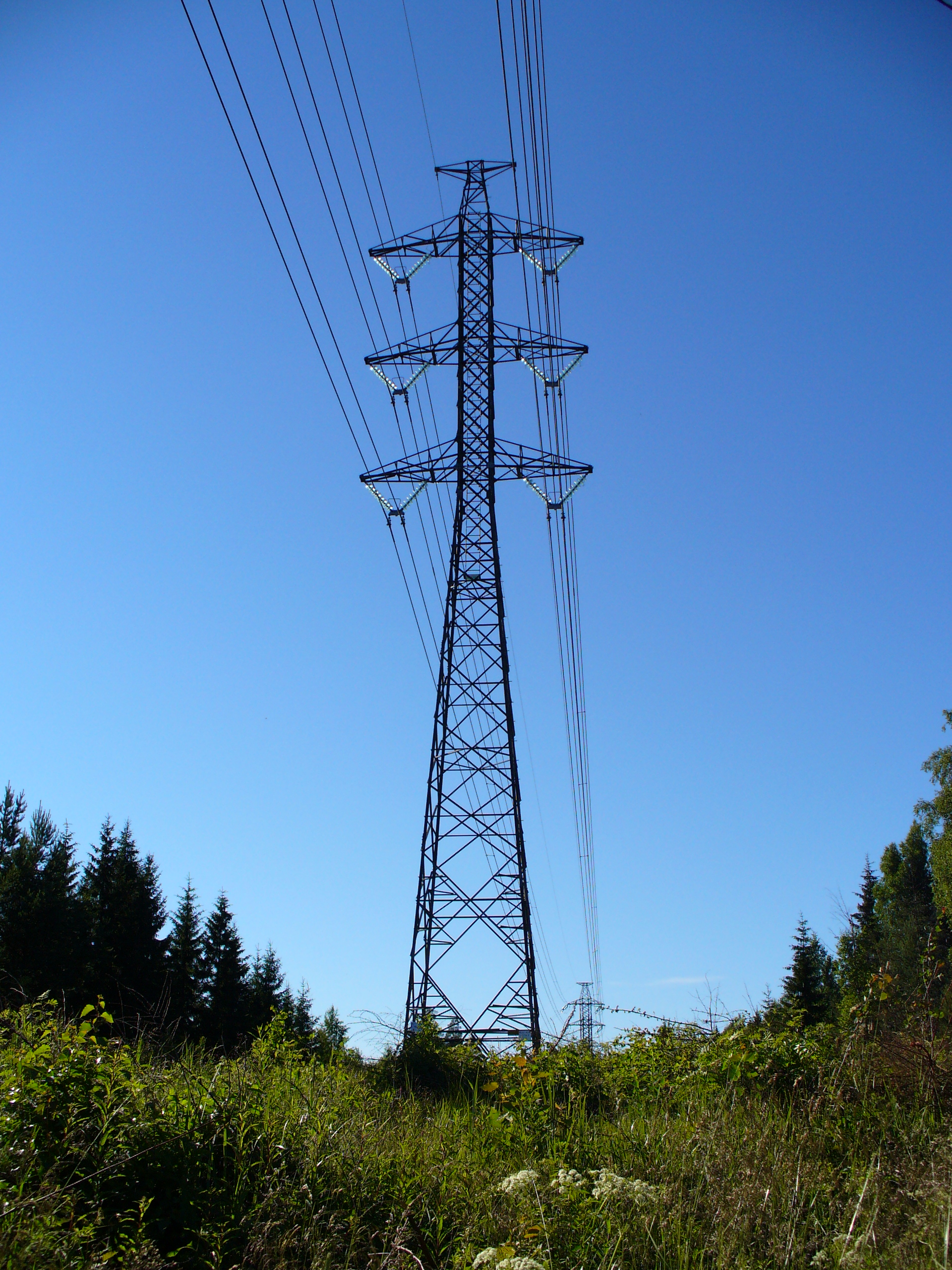
Słup przelotowy
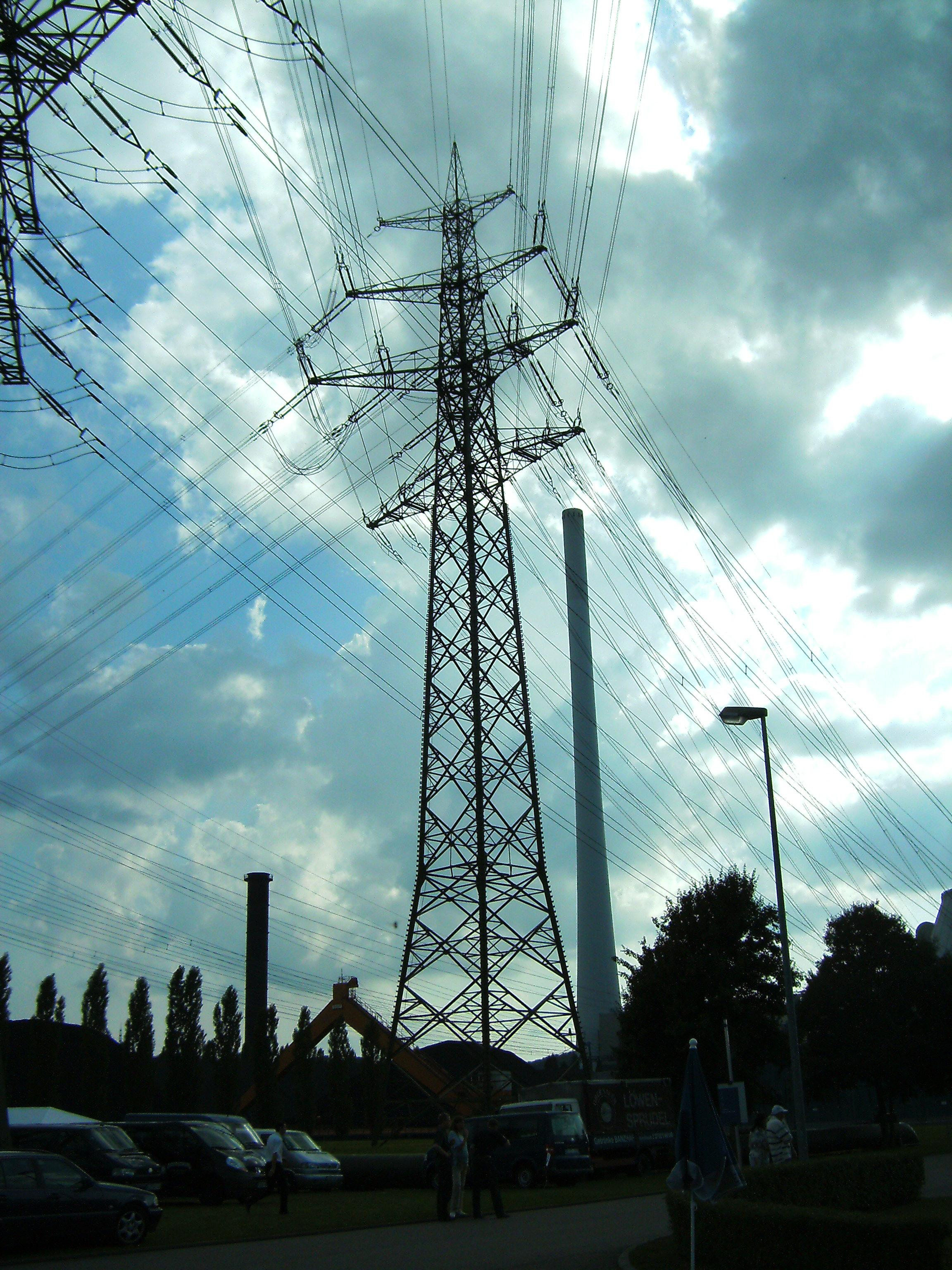
Słupy skrzyżowaniowe
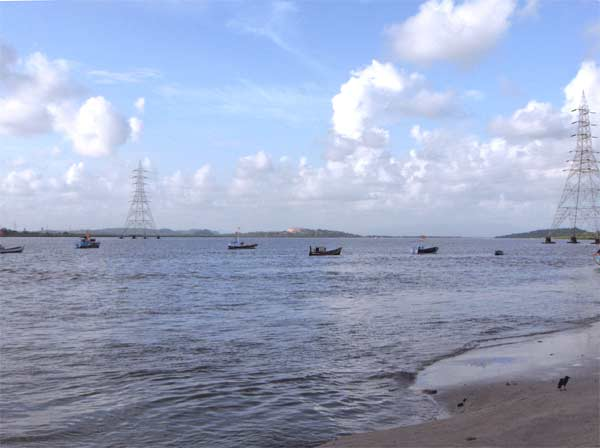
Słupy mocne
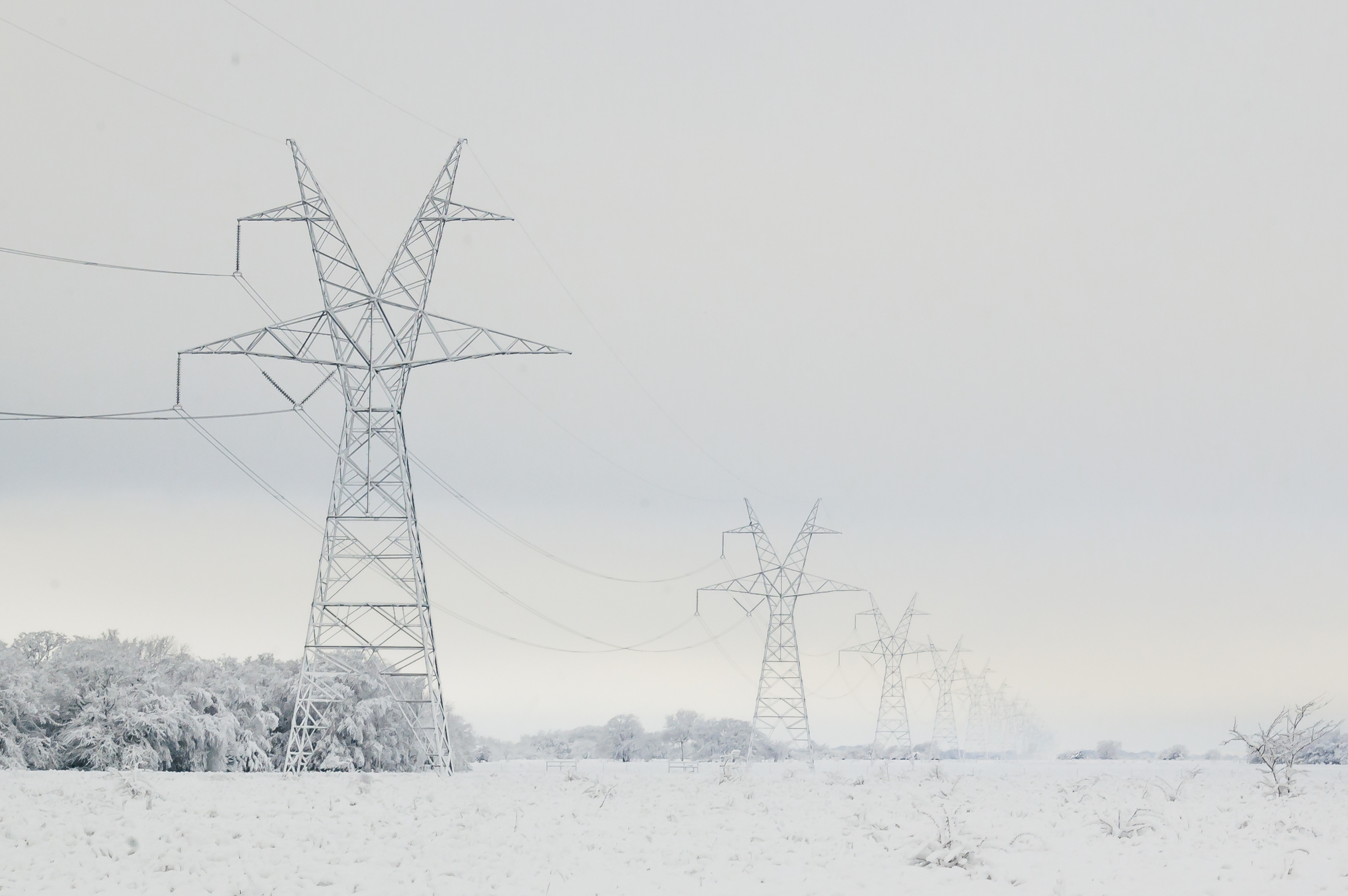

Z uwagi na napięcie linii stosuje się różne konstrukcje słupów oraz osprzęt liniowy – inne typy słupów stosuje się dla niskich napięć, a inne dla wysokich. Słupy mogą także być wielonapięciowe, co pozwala na oszczędność pasa terenu zajmowanego przez linię energetyczną. Oddzielnym rodzajem są tzw. słupy przekroczeniowe – specjalne słupy mocne budowane przy przekraczaniu np. rzek przez linię energetyczną. Słupy kablowe to kolejna kategoria konstrukcji wsporczych – na tego typu konstrukcjach linia napowietrzna przechodzi w linię kablową podziemną. Napowietrzne stacje transformatorowe wykonywane są także jako stacje słupowe (średnie i niskie napięcia), gdzie na słupie na specjalnym podeście umieszczany jest transformator.

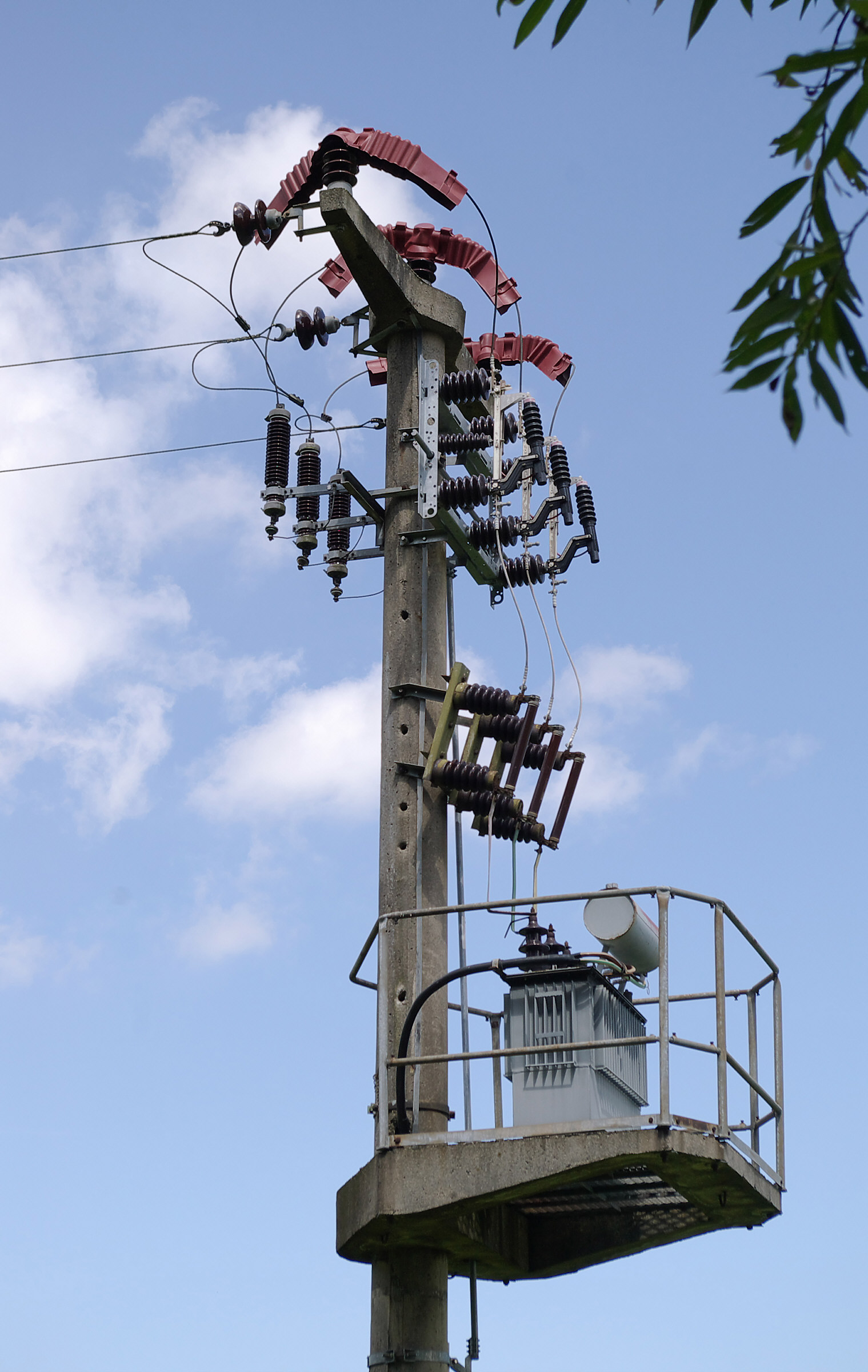
Stacja transformatorowa słupowa średniego napięcia
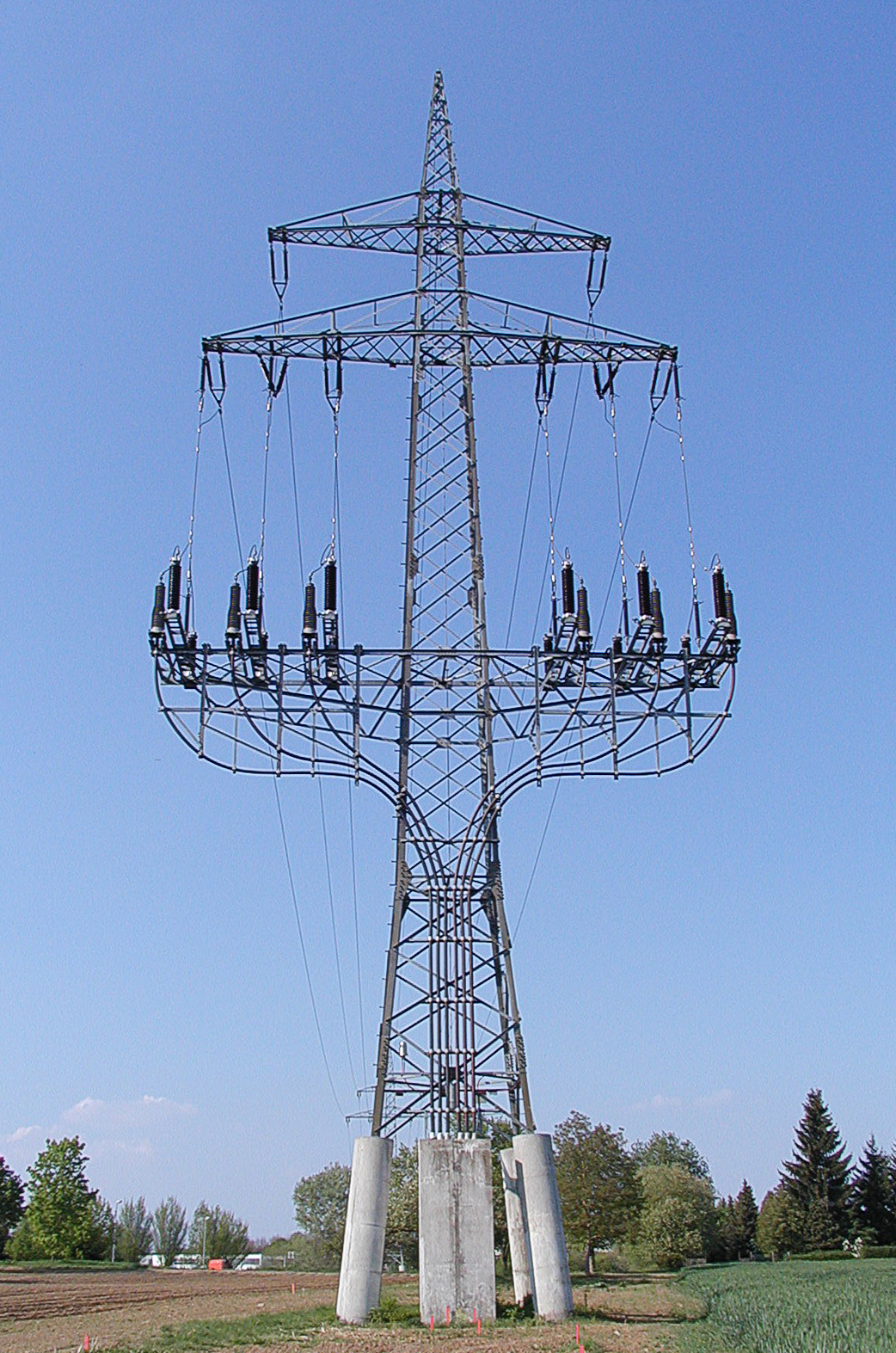
Słup kablowy wysokiego napięcia
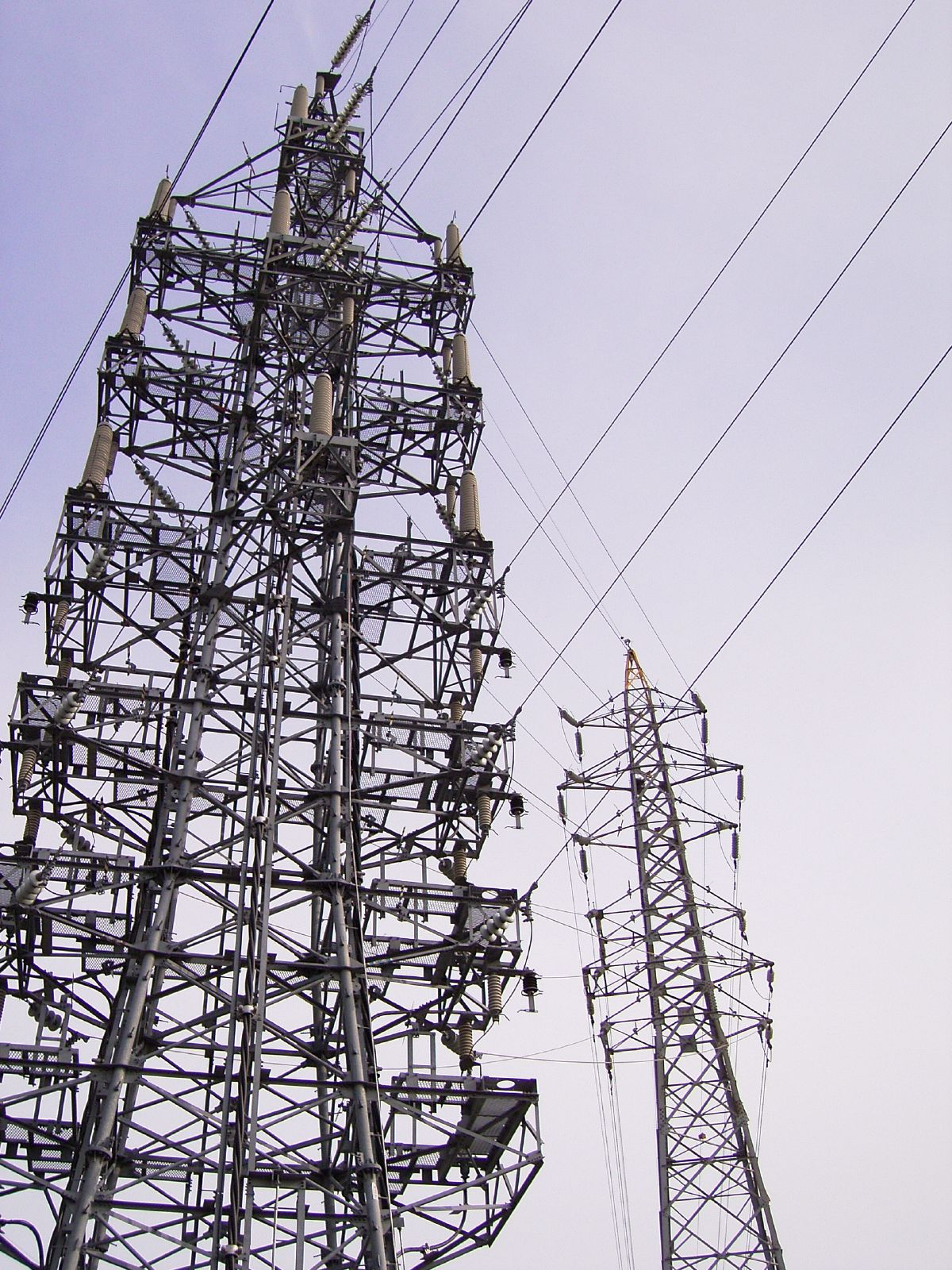
Słup wielonapięciowy
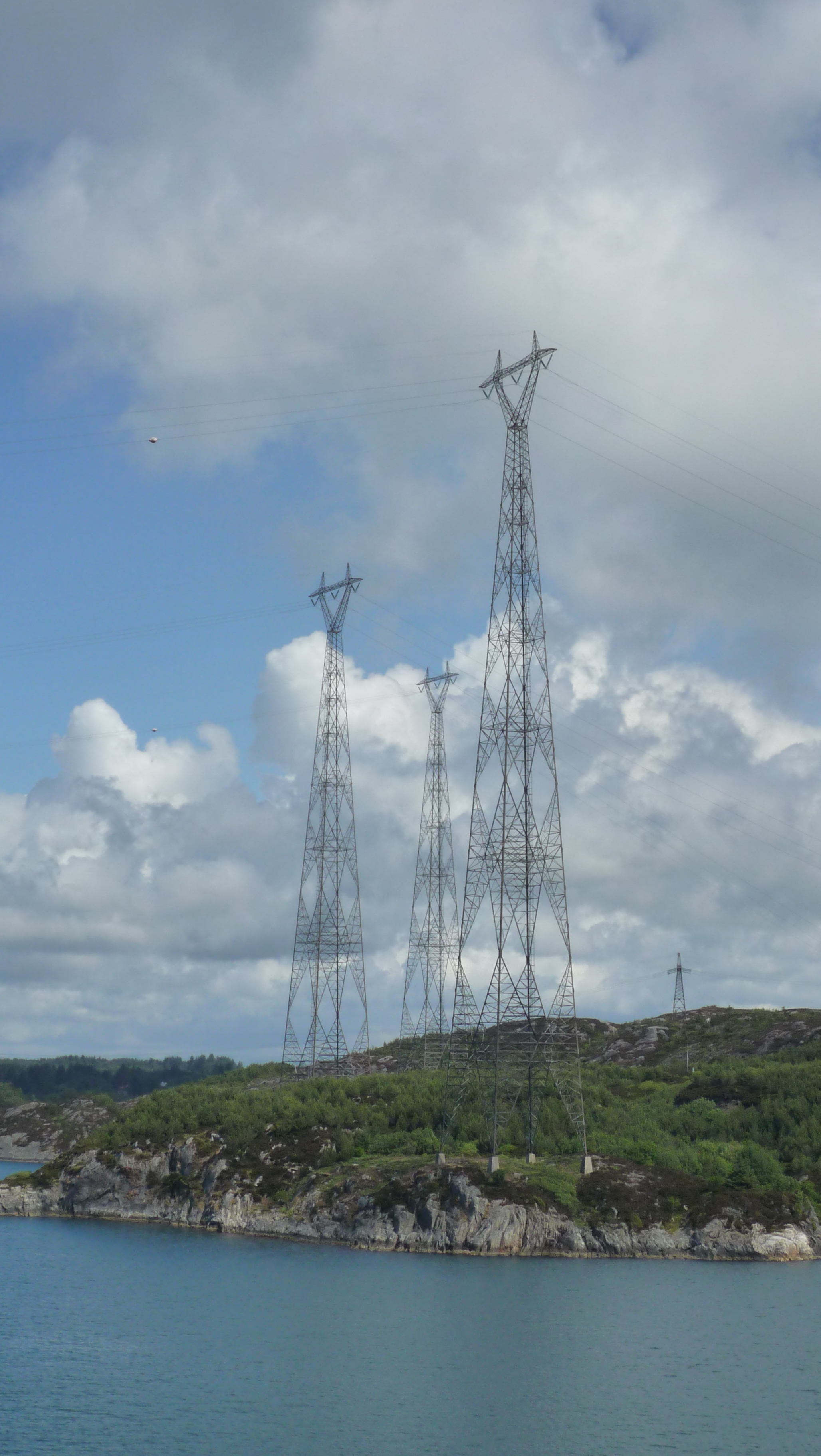
Słupy przekroczeniowe

### Podział konstrukcyjny
Z uwagi na technologię wykonania słupów można je podzielić na:
- słupy drewniane,
- słupy kratownicowe stalowe,
- słupy strunobetonowe i żelbetowe,
- słupy stalowe rurowe,
- słupy kompozytowe rurowe.

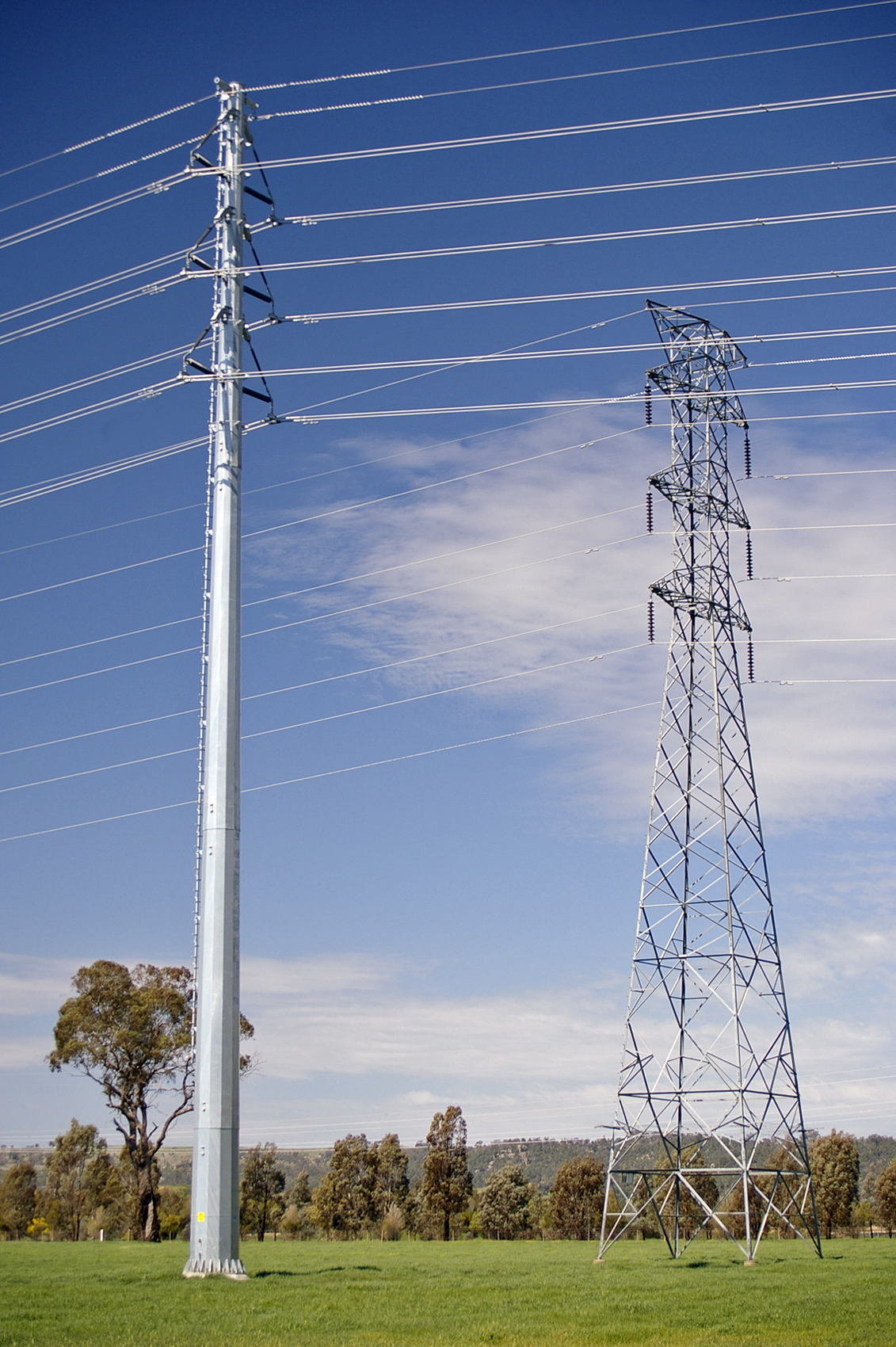
Słup rurowy i kratownicowy wysokiego napięcia
Słupy betonowe wysokiego napięcia
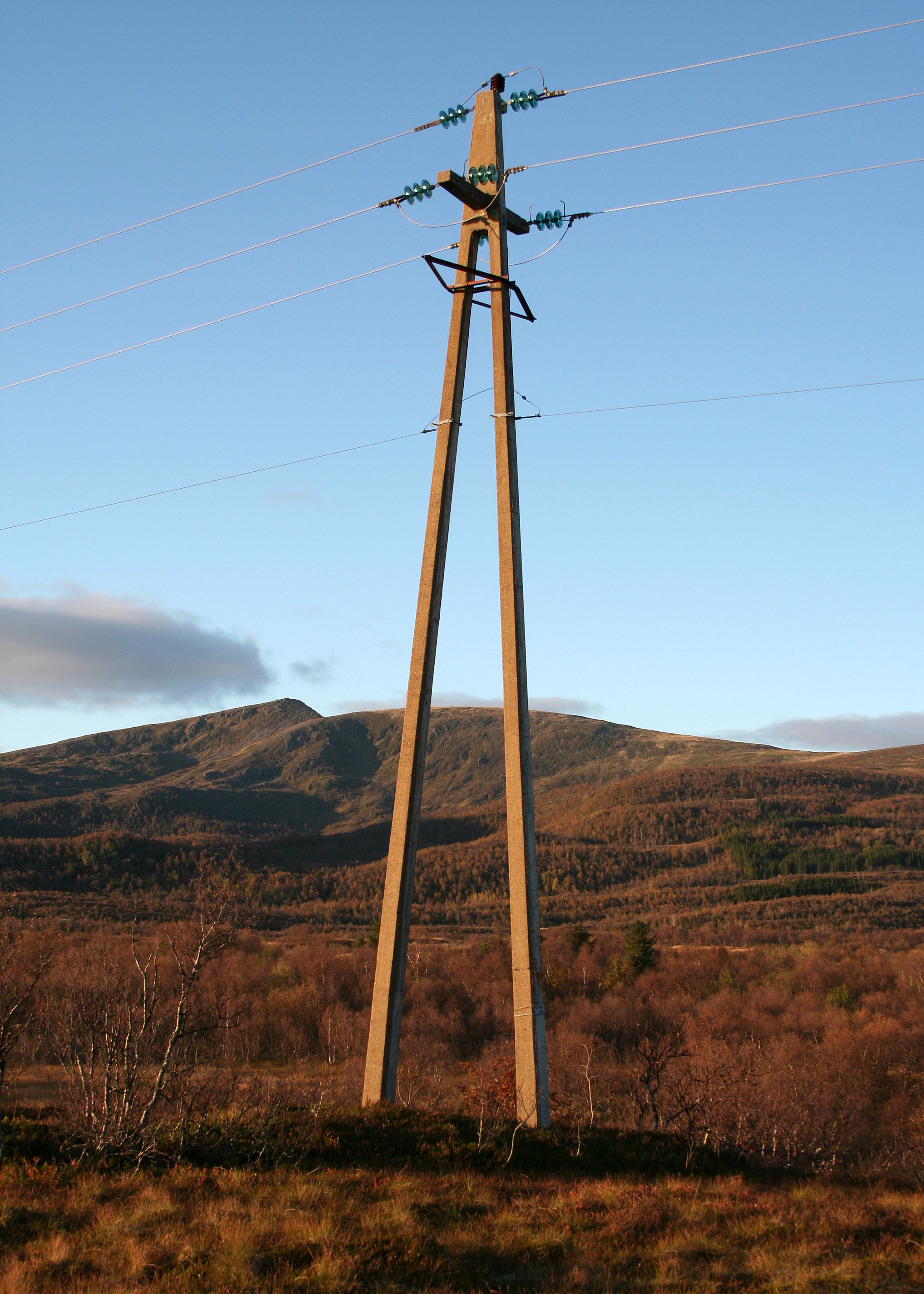
Słup betonowy średniego napięcia
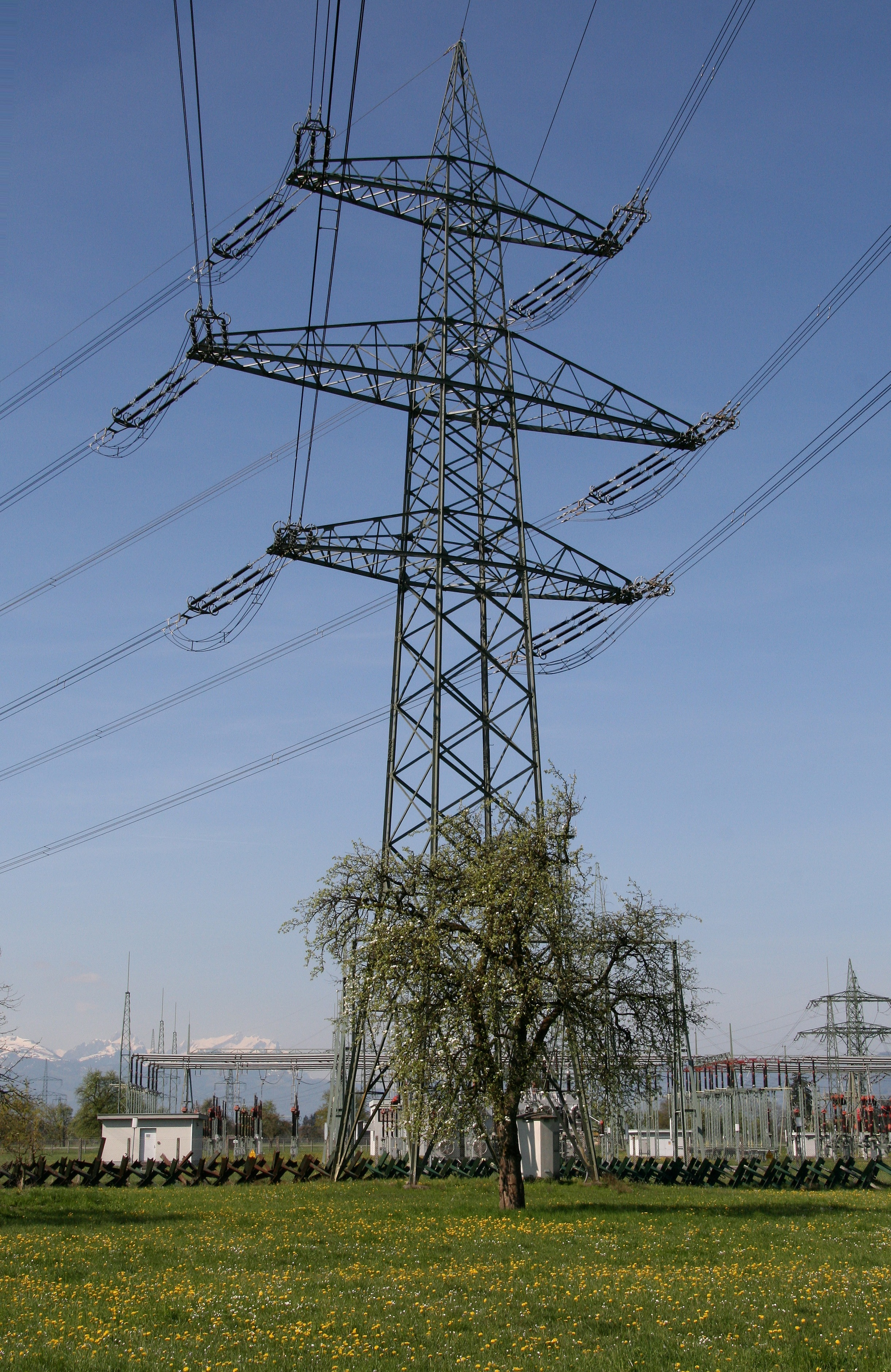
Typowy słup kratownicowy wysokiego napięcia

W przypadku linii niskiego i średniego napięcia zwykle stosowane są słupy betonowe, w przypadku linii wysokiego napięcia słupy kratownicowe są wypierane przez słupy rurowe, między innymi z uwagi na walory użytkowe, estetyczne i łatwość montażu.

## Kształt
Kształt słupów – słupy linii WN i NN są konstrukcjami kratownicowymi dającymi się kształtować w przeróżny sposób. Należy jednak pamiętać, że linie energetyczne mają duży wpływ na wygląd krajobrazu. Przepisy ekologiczne wymagają, by linie były możliwie „ładne”. Jednakże kształt linii musi spełniać wszystkie warunki narzucane przez wytrzymałości mechaniczne i elektryczne oraz spełniać wszelkie wymagania, by nie dopuścić do ryzyka porażenia ludzi i zwierząt w pobliżu linii. Również ze względu na ekonomię linii kształt jest bardzo ważny. W celu przeprowadzenia linii przez las, należy przeprowadzić kosztowną wycinkę pod linią i w określonej normą odległości od rzutu pionowego linii. By zmniejszyć koszty wycinki leśnej, projektuje się słupy smuklejsze i wyższe, które mimo mniejszej szerokości spełniają wymaganą wytrzymałość elektryczną i mechaniczną. Stosuje się również konstrukcje nadleśne, by uniknąć wycinki (w przypadku niskich drzewostanów). Również specjalne konstrukcje spotykane są w terenach górskich i trudno dostępnych.

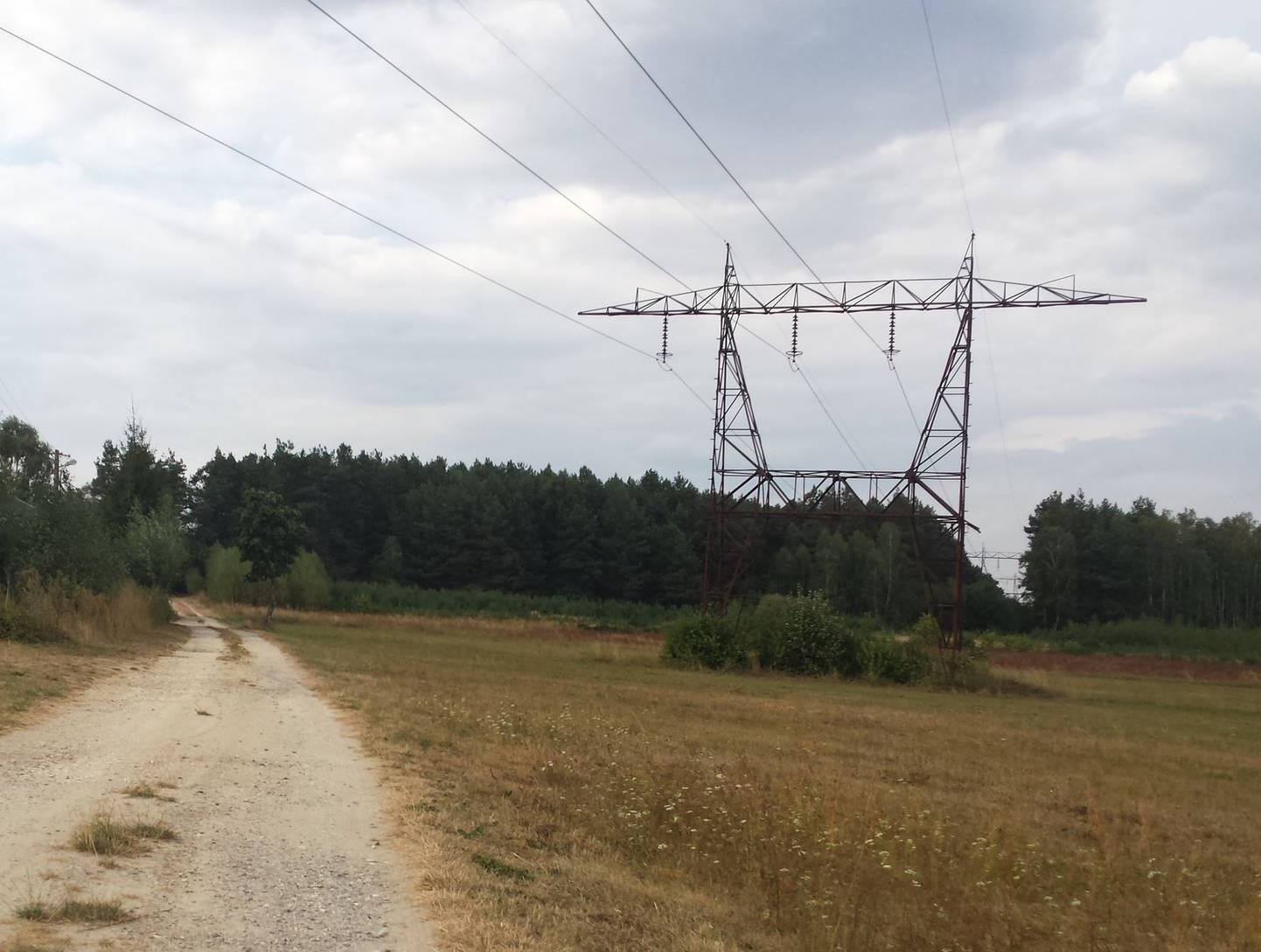
Słupy najstarszej w Polsce linii wysokiego napięcia, Tarnów – Starachowice
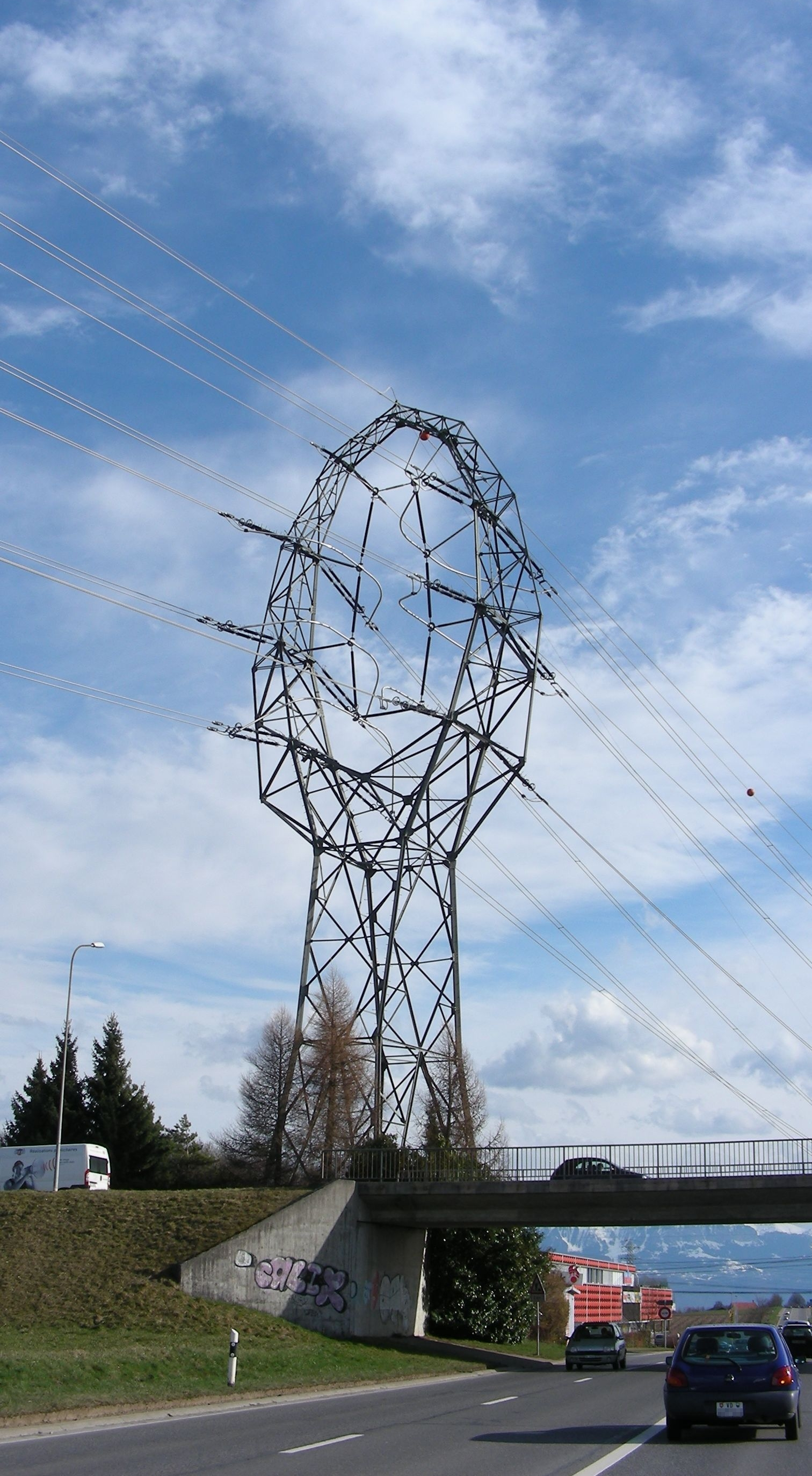
Nietypowy słup linii wysokiego napięcia w Szwajcarii
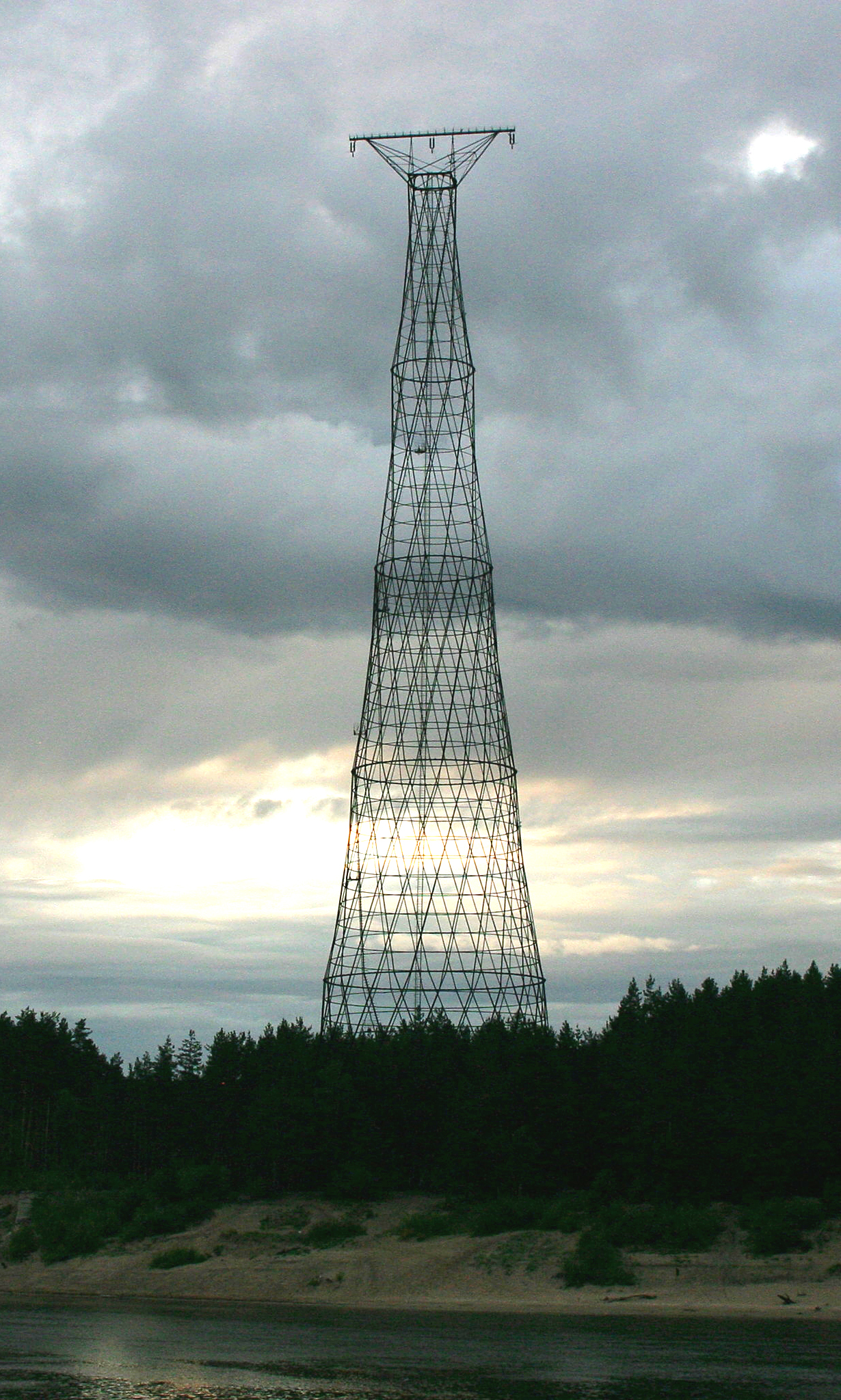
Hiperboloidalna wieża wsporcza linii elektroenergetycznej w Rosji koło Dzierżyńska zaprojektowana przez Władimira Szuchowa
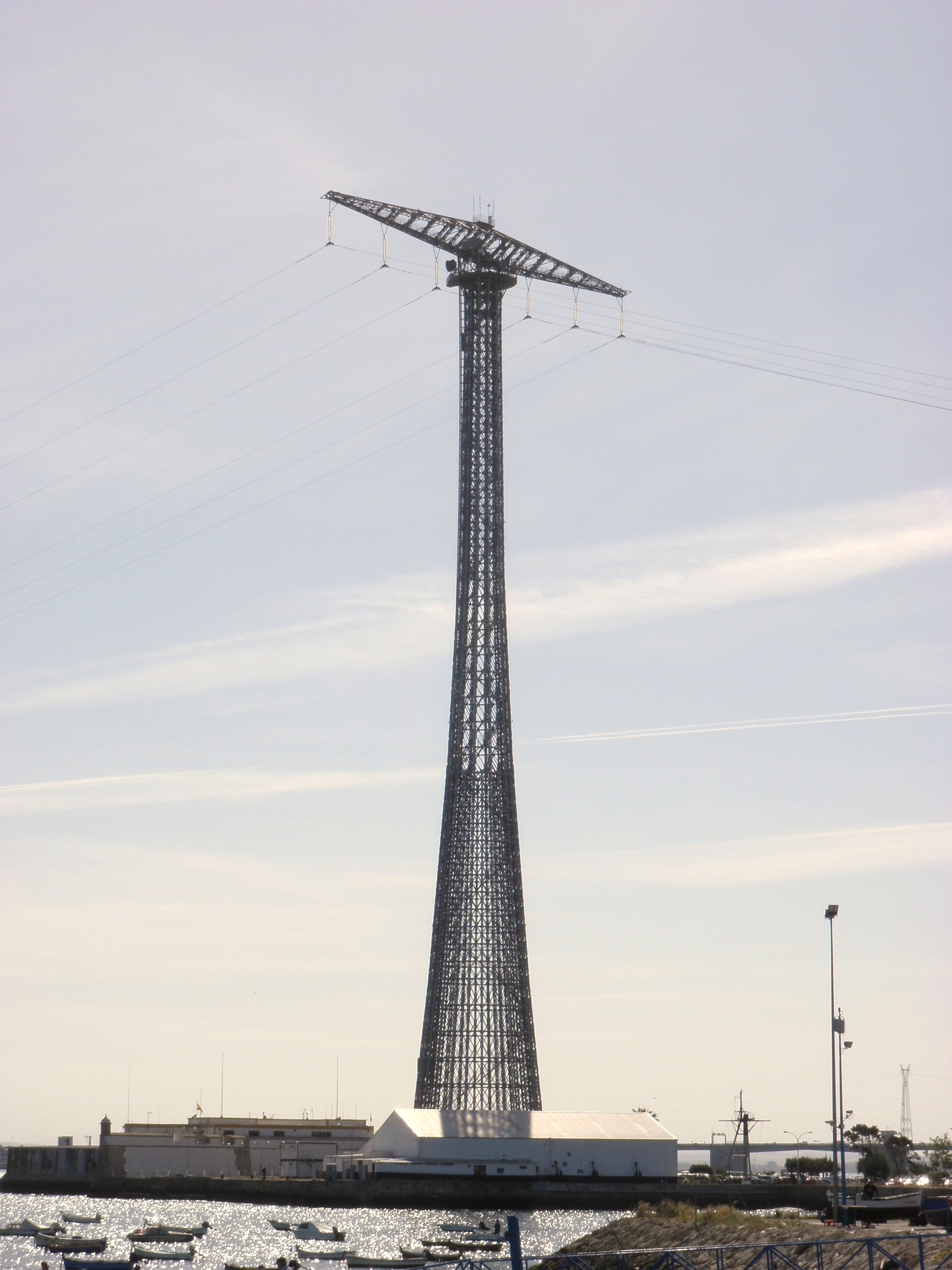
Nowe słupy w Hiszpanii
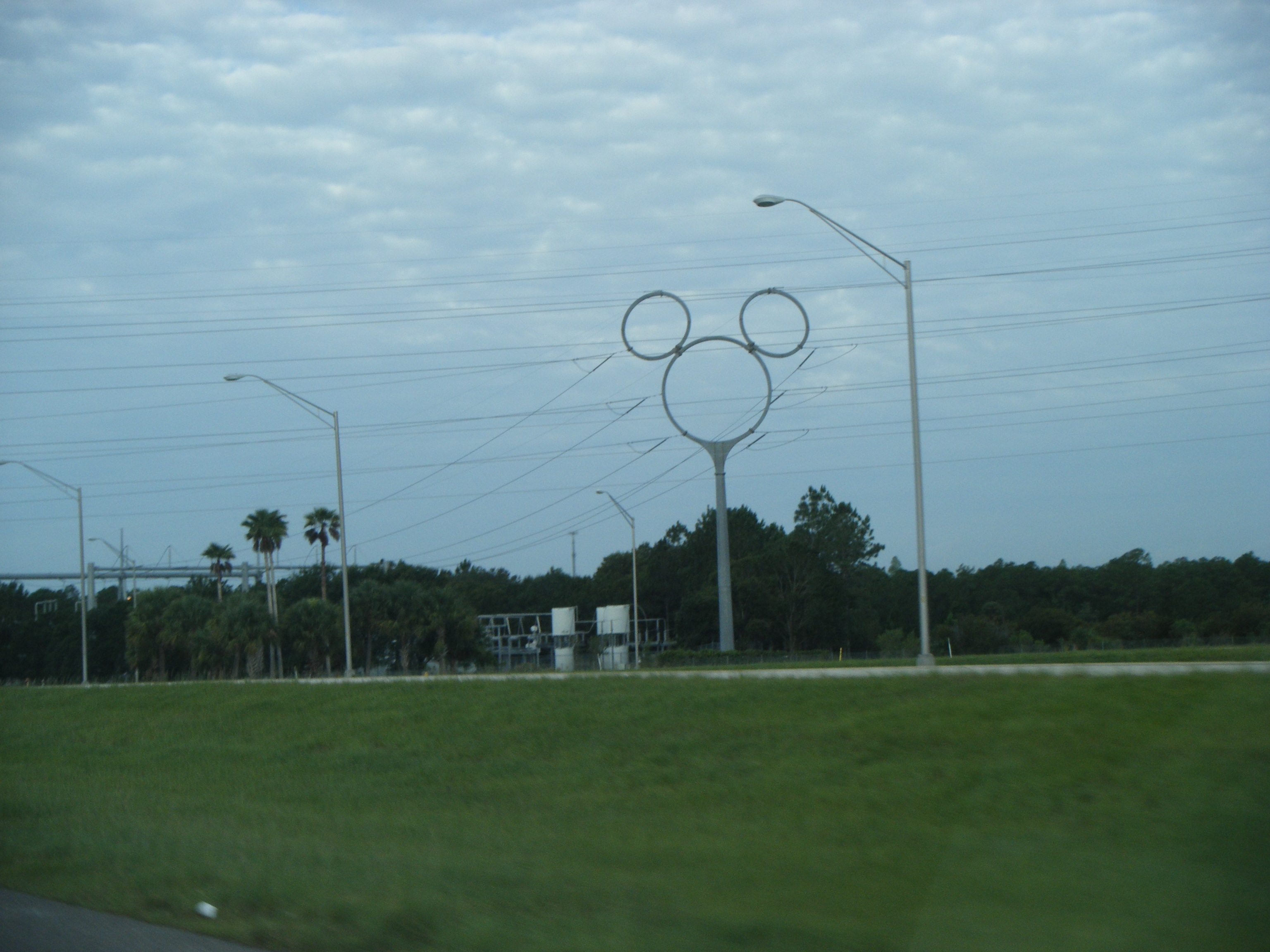
Nietypowy słup linii wysokiego napięcia w kształcie Myszki Miki w okolicach Disneyworld na Florydzie
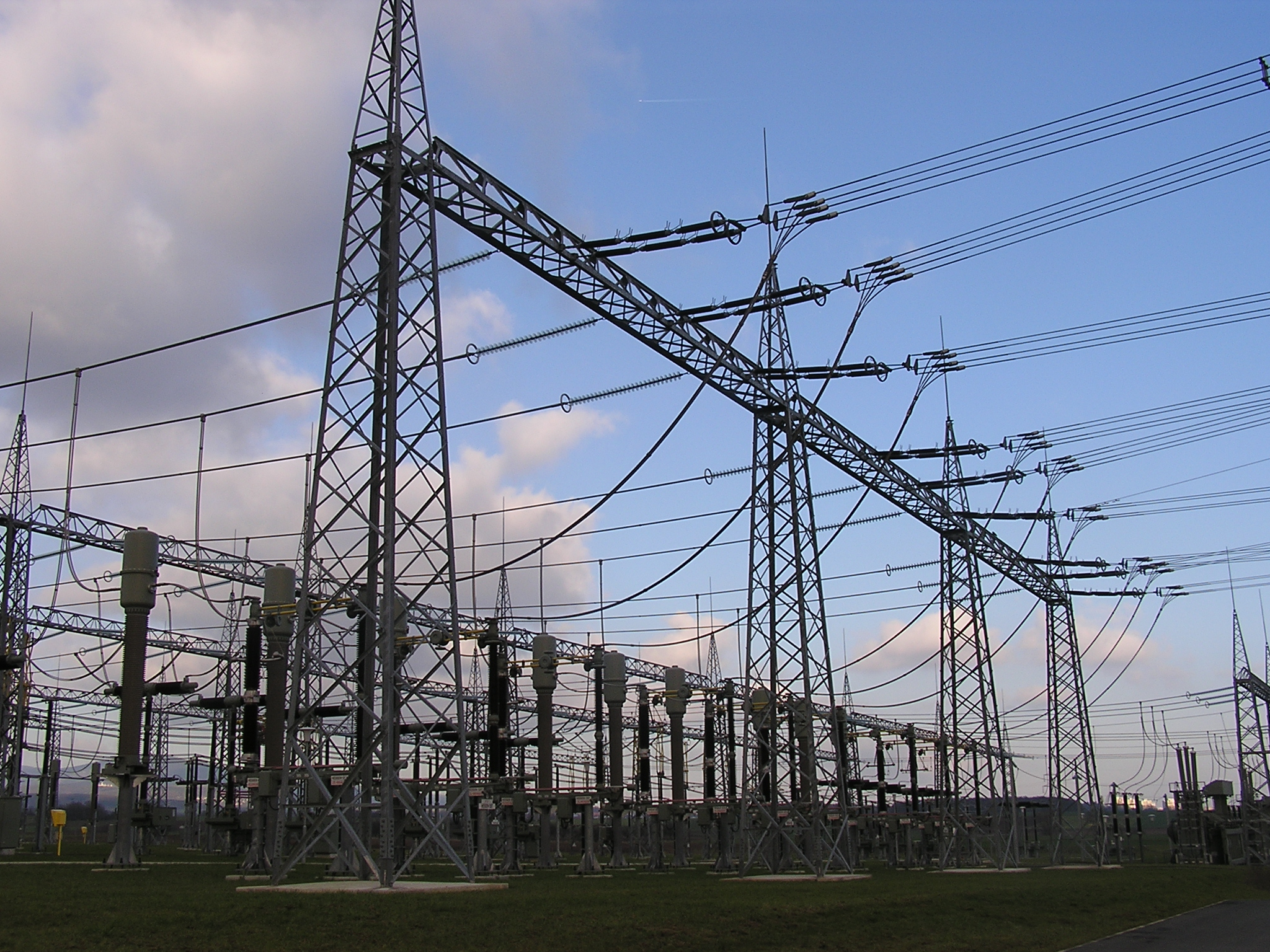
Bramka stacji elektroenergetycznej

## Układy przewodów

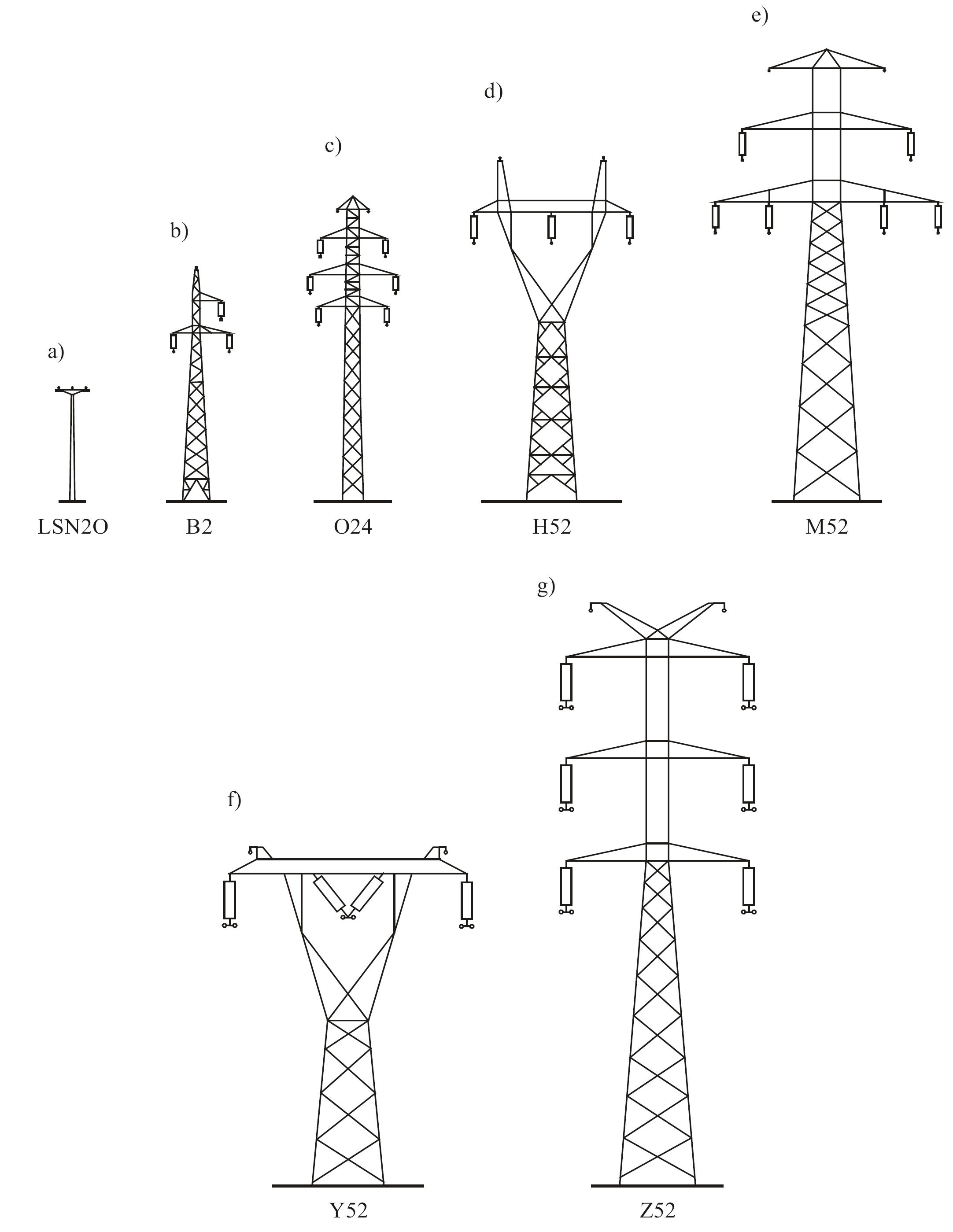
Sylwetki słupów przelotowych napowietrznych linii elektroeneregtycznych: a) Słup LSN 20, =15,20 kV; b) słup B2, =110 kV; c) słup O24, =110 kV; d) słup H52, =220 kV; e) słup M52, =220 kV; f) słup Y52, =400 kV; g) słup Z52, =400 kV;

Układ (rozmieszczenia) przewodów zależy od liczby przewodów roboczych i odgromowych, zależnej z kolei od liczby torów, których może być jeden lub więcej, np. w rejonach przemysłowych ze szczególnie gęstą zabudową trzy lub nawet cztery. Układ zależy dalej od napięcia znamionowego linii, od rozpiętości przęseł, od rodzaju izolatorów (stojące, wiszące), wreszcie także od rodzaju konstrukcji wsporczych i to zarówno pod względem funkcjonalnym (słup przelotowy, narożny czy krańcowy), jak i pod względem konstrukcyjnym (słup stalowy, żelbetowy lub inny).

Przy rozmieszczaniu przewodów na konstrukcji wsporczej należy się kierować następującymi zasadami:
- unikać zawieszania przewodów pionowo jeden nad drugim, zwłaszcza przy dużych rozpiętościach. Odległość (w metrach) między rzutami poziomymi przewodów znajdujących się jeden nad drugim nie powinna być mniejsza niż 0,02 napięcia znamionowego linii, wyrażonego w kV.
- Unikać należy stosowania układów niesymetrycznych pod względem mechanicznym, gdyby wynikające stąd skręcania słupa miało decydujący wpływ na jego wymiarowanie.
- W liniach dwutorowych należy każdy tor prowadzić po innej stronie osi symetrii słupa. Umieszczone we wspólnym poprzeczniku przewody obu torów powinny być tej samej fazy, w celu uniknięcia zakłóceń w razie zetknięcia się przewodów należących do różnych torów.

W liniach średniego napięcia stosuje się najczęściej układ trójkątowy (w postaci trójkąta równoramiennego lub nawet równobocznego) oraz układ płaski. W układzie płaskim przewód środkowy jest umieszczony niesymetrycznie w celu ominięcia wierzchołka słupa wystającego nad poprzecznik. Wynika stąd niekorzystna dla pracy linii niesymetria elektryczna.
Układ trójkąta równobocznego zapewnia dobrą symetrię elektryczną. Układy płaskie korzystne są z dwóch względów: wymagają mniejszej wysokości słupów oraz udostępniają każdy przewód bezpośrednio od dołu, co jest ważne przy montażu, kontroli i naprawach.